# Isidorea oblanceolata
Isidorea oblanceolata är en måreväxtart som först beskrevs av Ignatz Urban, och fick sitt nu gällande namn av Annette Aiello. Isidorea oblanceolata ingår i släktet Isidorea och familjen måreväxter. Inga underarter finns listade i Catalogue of Life.